# Saison 2003 de l'équipe cycliste Quick Step-Davitamon
L'Équipe cycliste Quick Step-Davitamon faisait partie en 2003 des Groupes Sportifs I, la première division des équipes cyclistes professionnelles.

## Effectif
L'effectif de l'équipe pendant la saison 2003 est composé de 25 coureurs dont 10 Belges, 4 Italiens, 2 Espagnols, 2 Néerlandais, 1 Allemand, 1 Australien, 1 Français, 1 Hongrois, 1 Kazakh, 1 Polonais et 1 Suisse. Le 1er septembre, trois stagiaires rejoignent l'équipe.
| Cycliste            | Date de naissance | Nationalité      | Équipe 2002                  |
| ------------------- | ----------------- | ---------------- | ---------------------------- |
| Frédéric Amorison   | 16.02.1978        | Belgique         | Lotto-Adecco                 |
| Paolo Bettini       | 01.04.1974        | Italie           | Mapei                        |
| László Bodrogi      | 11.12.1976        | Hongrie          | Mapei                        |
| Tom Boonen          | 15.10.1980        | Belgique         | US Postal                    |
| Davide Bramati      | 28.06.1968        | Italie           | Mapei                        |
| David Cañada        | 14.03.1975        | Espagne          | Mapei                        |
| Aurélien Clerc      | 26.08.1979        | Suisse           | Mapei                        |
| Wilfried Cretskens  | 10.07.1976        | Belgique         | Domo-Farm Frites             |
| Pedro Horrillo      | 27.09.1974        | Espagne          | Mapei                        |
| Kevin Hulsmans      | 11.04.1978        | Belgique         | Mapei                        |
| Andrey Kashechkin   | 21.03.1980        | Kazakhstan       | Domo-Farm Frites             |
| Servais Knaven      | 06.03.1971        | Pays-Bas         | Domo-Farm Frites             |
| Johan Museeuw       | 13.10.1965        | Belgique         | Domo-Farm Frites             |
| Nick Nuyens         | 05.05.1980        | Belgique         | Néo-professionnel            |
| Luca Paolini        | 17.01.1977        | Italie           | Mapei                        |
| Domenico Passuello  | 24.03.1978        | Italie           | Colombia-Selle Italia        |
| Michael Rogers      | 20.12.1979        | Australie        | Mapei                        |
| Patrik Sinkewitz    | 20.10.1980        | Allemagne        | Mapei                        |
| Bram Tankink        | 03.12.1978        | Pays-Bas         | Domo-Farm Frites             |
| Kurt Van de Wouwer  | 24.09.1971        | Belgique         | Lotto-Adecco                 |
| Jurgen Van Goolen   | 28.11.1980        | Belgique         | Domo-Farm Frites             |
| Frank Vandenbroucke | 06.11.1974        | Belgique         | Domo-Farm Frites             |
| Sven Vanthourenhout | 14.01.1981        | Belgique         | Domo-Farm Frites             |
| Richard Virenque    | 19.11.1969        | France           | Domo-Farm Frites             |
| Piotr Wadecki       | 11.02.1973        | Pologne          | Domo-Farm Frites             |
| Stagiaire           | Date de naissance | Nationalité      | Équipe 2003                  |
| Kevin Desmets       | 16.01.1981        | Belgique         | Néo-professionnel            |
| Marco Rusconi       | 14.11.1979        | Italie           | Néo-professionnel            |
| Jeremy Yates        | 06.07.1982        | Nouvelle-Zélande | Quick Step-Davitamon-Latexco |

## Bilan de la saison

### Victoires
| Date       | Course                                   | Pays      | Vainqueur        |
| ---------- | ---------------------------------------- | --------- | ---------------- |
| 04/02/2003 | 5e étape du Tour du Qatar                | Qatar     | Servais Knaven   |
| 16/02/2003 | Classement général du Tour méditerranéen | France    | Paolo Bettini    |
| 01/03/2003 | Circuit Het Volk                         | Belgique  | Johan Museeuw    |
| 22/03/2003 | Milan-San Remo                           | Italie    | Paolo Bettini    |
| 16/05/2003 | 1re étape du Tour de Picardie            | France    | Aurélien Clerc   |
| 23/05/2003 | 3e étape du Tour de Belgique             | Belgique  | Tom Boonen       |
| 25/05/2003 | Classement général du Tour de Belgique   | Belgique  | Michael Rogers   |
| 08/06/2003 | 6e étape du Tour d'Allemagne             | Allemagne | Michael Rogers   |
| 09/06/2003 | Classement général du Tour d'Allemagne   | Allemagne | Michael Rogers   |
| 23/06/2003 | 3e étape de la Route du Sud              | France    | Michael Rogers   |
| 24/06/2003 | Classement général du Route du Sud       | France    | Michael Rogers   |
| 26/06/2003 | Championnat de Hongrie contre-la-montre  | Hongrie   | László Bodrogi   |
| 29/06/2003 | Championnat d'Italie sur route           | Italie    | Paolo Bettini    |
| 09/07/2003 | 1re étape de l'Uniqa Classic             | Autriche  | Pedro Horrillo   |
| 12/07/2003 | 7e étape du Tour de France               | France    | Richard Virenque |
| 24/07/2003 | 17e étape du Tour de France              | France    | Servais Knaven   |
| 03/08/2003 | HEW Cyclassics                           | Allemagne | Paolo Bettini    |
| 09/08/2003 | Classique de Saint-Sébastien             | Espagne   | Paolo Bettini    |
| 14/08/2003 | 3e étape du Tour du Danemark             | Danemark  | Johan Museeuw    |
| 28/09/2003 | Grand Prix Bruno Beghelli                | Italie    | Luca Paolini     |
| 09/10/2003 | Championnat du monde du contre-la-montre | Canada    | Michael Rogers   |
| 14/10/2003 | Prix national de clôture                 | Belgique  | Nick Nuyens      |
| 18/10/2003 | Classement général de la Coupe du monde  | -         | Paolo Bettini    |

### Classements UCI

#### Individuel
| Rang | Coureur             | Points  |
| ---- | ------------------- | ------- |
| 1    | Paolo Bettini       | 2266.75 |
| 28   | Luca Paolini        | 901.75  |
| 33   | Michael Rogers      | 835.75  |
| 58   | Patrik Sinkewitz    | 611     |
| 69   | Richard Virenque    | 542.75  |
| 90   | Tom Boonen          | 482     |
| 105  | Servais Knaven      | 434.25  |
| 137  | Jurgen Van Goolen   | 377     |
| 147  | Frank Vandenbroucke | 355     |
| 179  | László Bodrogi      | 307.75  |
| 196  | Johan Museeuw       | 287.5   |

#### Équipe
L'équipe Quick Step a terminé à la 2e place mondiale avec 7919.75 points.